# 斯尔詹·姆尔库希奇
斯尔詹·姆尔库希奇（1915年5月26日—2007年10月30日），克罗地亚男子足球运动员，场上位置是守门员。他曾代表南斯拉夫国家队参加1950年国际足联世界杯，结果队伍止步第一轮。